# Xã Blacktail, Quận Williams, Bắc Dakota
Xã Blacktail (tiếng Anh: Blacktail Township) là một xã thuộc quận Williams, tiểu bang Bắc Dakota, Hoa Kỳ. Năm 2010, dân số của xã này là 62 người.